# Presqu'île

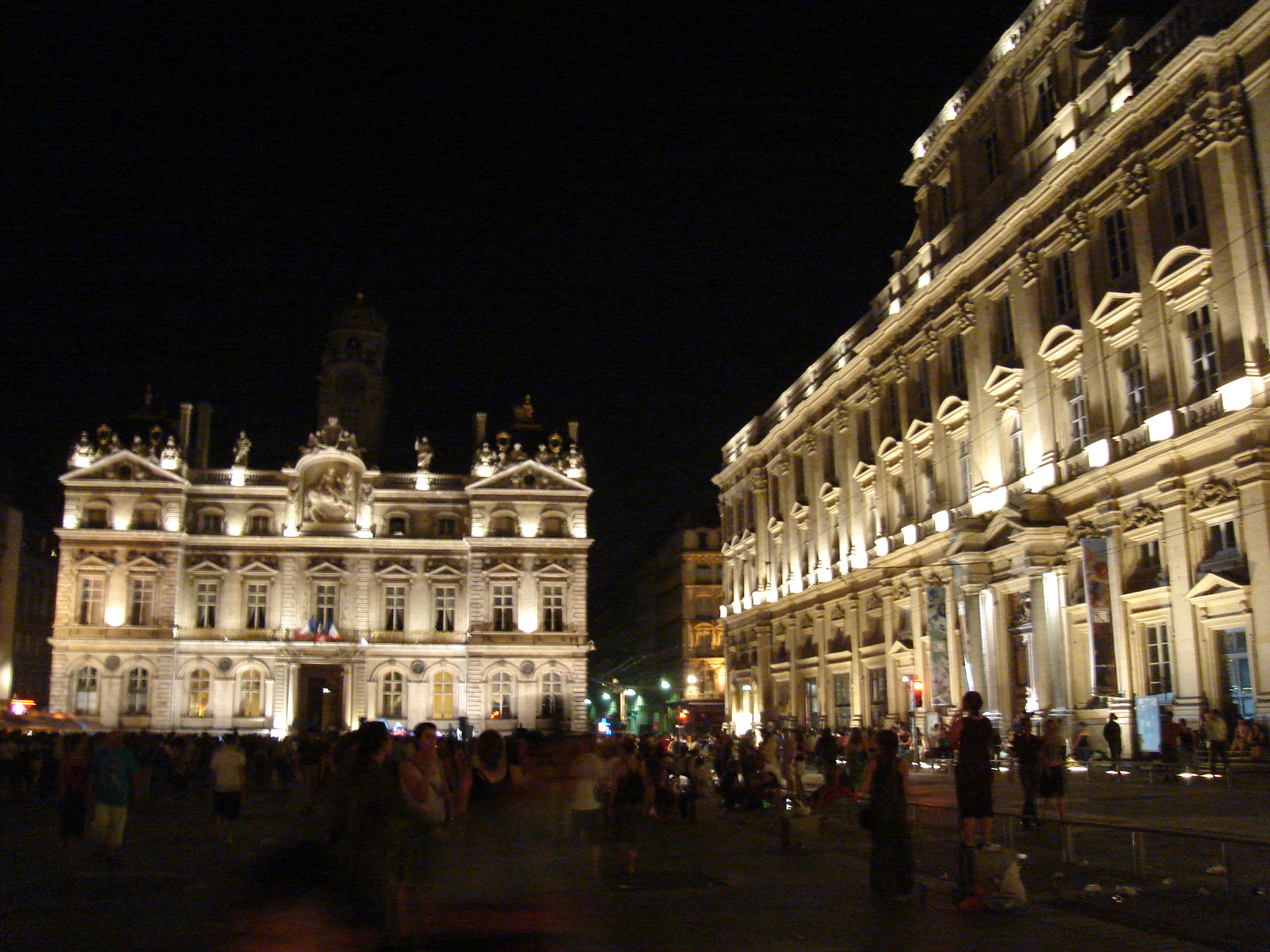
Place des Terreaux, al norte de Presqu'île.

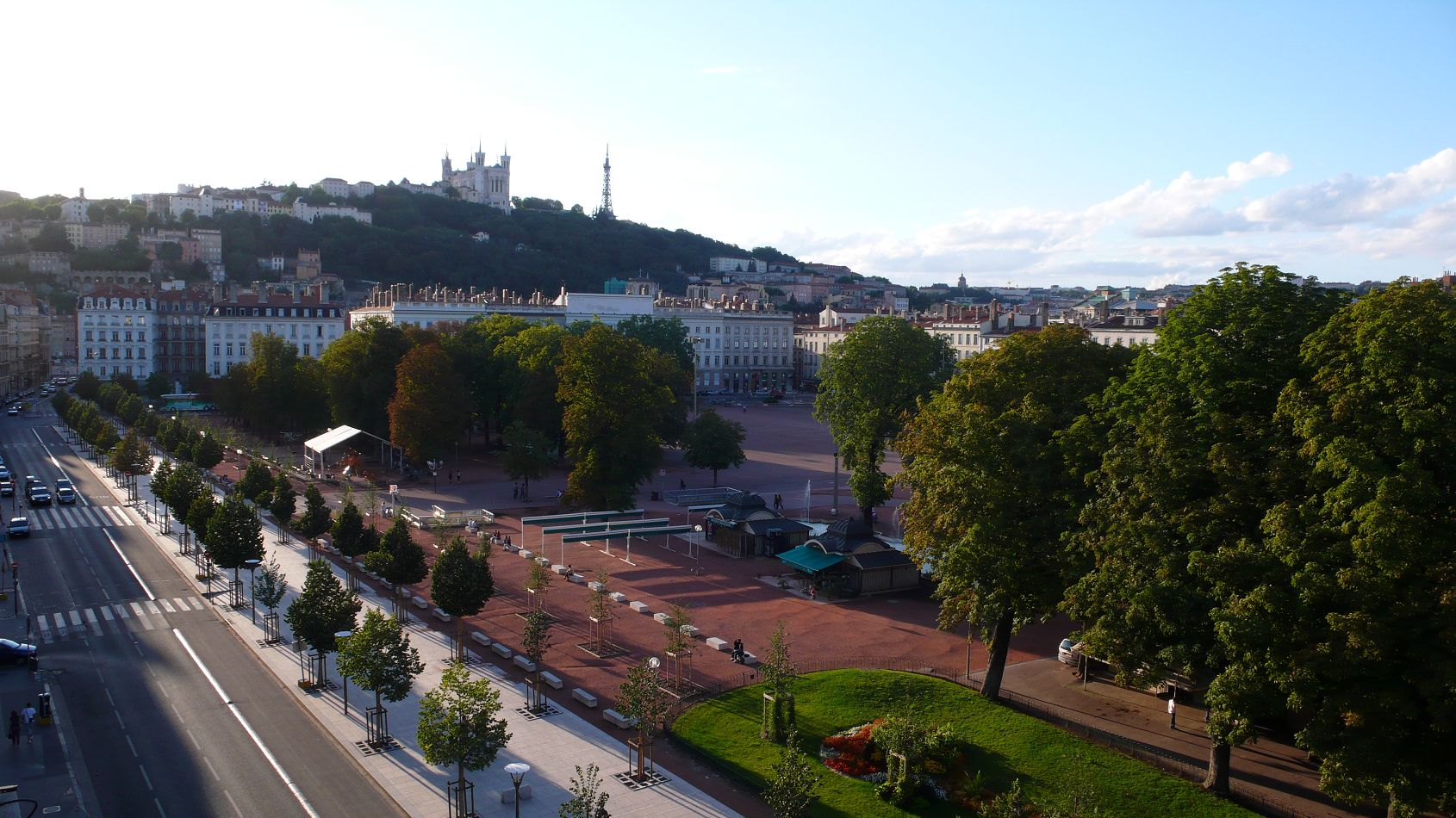
Place Bellecour.

La Presqu’île (península en español), es el centro de Lyon, Francia. 

## Ubicación
Se extiende desde el pie de la colina Croix Rousse hasta la confluencia de los ríos Ródano y Saona. En él predominan cafeterías, restaurantes, tiendas de lujo, grandes almacenes, bancos, edificios gubernamentales e instituciones culturales. Aquí se sitúan los arrondissements 1 y 2, junto con el Hôtel de Ville (ayuntamiento). Los chapiteles de la Iglesia de San Nizier, reconstruida a partir del siglo XIV, están al pie del antiguo puente del río Saona. Aunque el centro financiero se sitúa al este, en el distrito 3, las señales de tráfico que indican el centro de la ciudad llevan a los conductores a la Plaza de Bellecour en el Distrito 2. 
La zona es servida por las líneas A, C y D del Metro de Lyon

## Historia
La zona era un contrapunto importante al "Vieux Lyon" ("Antiguo Lyon") en la Edad Media y el Renacimiento. Todavía existen muchas calles pintorescas, como la rue Mercière, donde gravitaban impresores y libreros en los siglos XV y XVI y que todavía tiene algunos edificios magníficos. El Museo de Impresión, situado en el antiguo Hôtel de la Couronne, muestra cómo se imprimían los primeros libros de Lyon. Plazas, en muchos casos decoradas con fuentes, e iglesias esparcidas por todos lados evocan la presencia de numerosos conventos, incluidos los de los dominicos (jacobinos), los celestinos y los franciscanos de convento (Cordeliers), cuya iglesia de Saint Bonaventure se reconstruyó en el siglo XIV. Más al sur, la Iglesia de San Martín de Ainay en el barrio de Ainay era originalmente la iglesia de Abadía Ainay, un gran monasterio benedictino, y sigue siendo una joya del arte románico en Lyon.
La Place des Terreaux se creó en el siglo XVII, debido a la construcción de dos importantes edificios:
- El Hôtel de Ville, o Ayuntamiento, construido entre 1646 y 1655 por el arquitecto Simon Maupin y decorado por el pintor Thomas Blanchet. En 1674 el Gran Salón fue devastado por el fuego, y la fachada que da a la plaza fue rediseñada a comienzos del siglo XVIII por Jules Hardouin Mansart.
- El Saint Pierre Palace, antigua abadía real benedictina, su construcción comenzó en 1659 por el arquitecto de Aviñón François Royers de la Valfenière. En la actualidad alberga el Museo de Bellas Artes. El jardín público en el antiguo claustro está decorado con obras de escultores famosos y es un tranquilo oasis urbano. En los siglos XVII y XVIII se creó la place Bellecour en honor al Rey Louis XIV.

En la actualidad la Place des Terreaux contiene varios restaurantes y una impresionante estatua de una mujer en un carro, y es un destino turístico frecuente de Lyon.

## Historia reciente

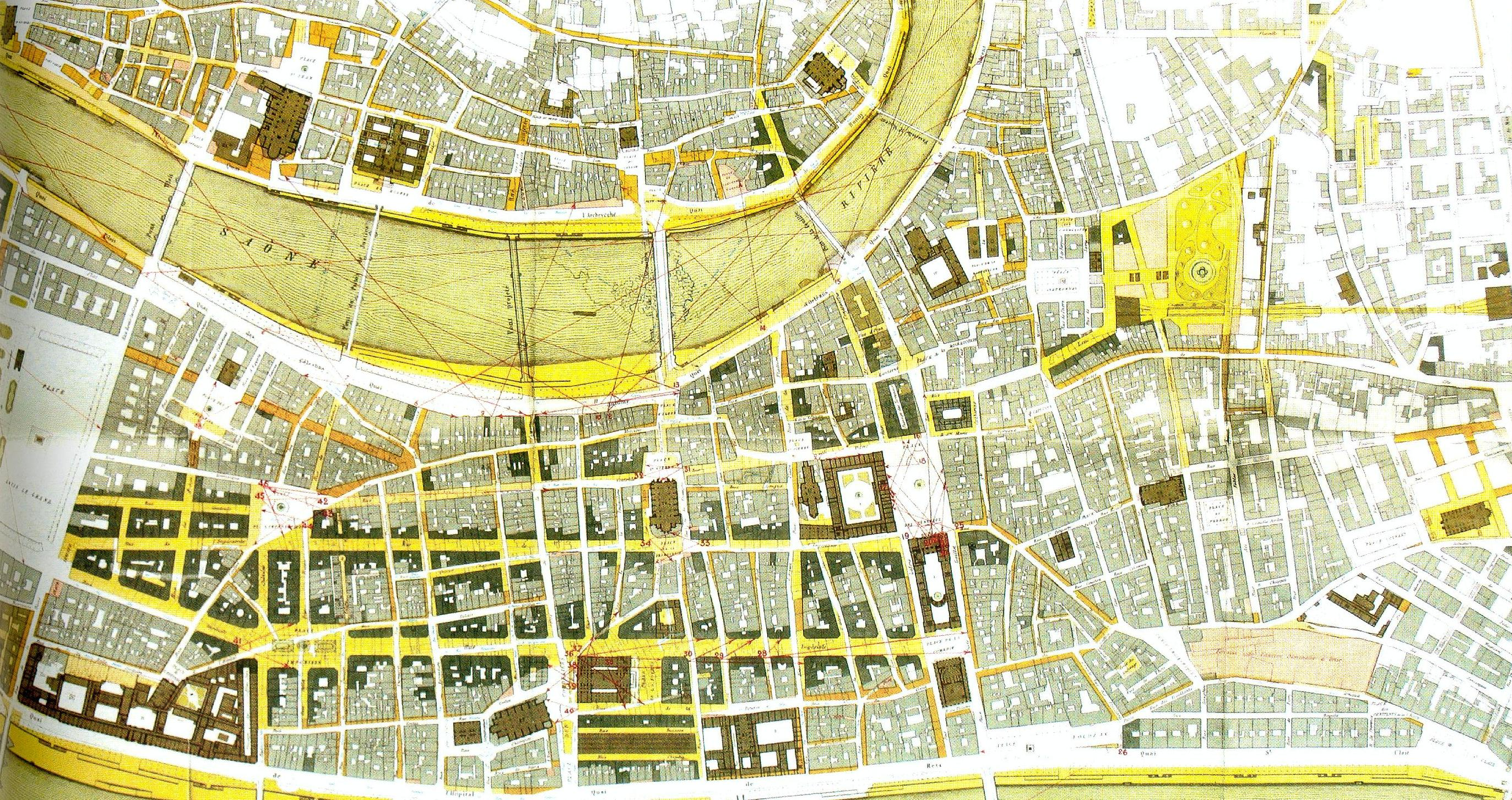
Plan de obras y edificios de Presqu'île, 1863.

Jacques-Germain Soufflot expandió el hospital situado cerca del antiguo puente del Ródano, construyendo el Hôtel-Dieu junto a la orilla del río. El Hôtel-Dieu, aún un hospital en funcionamiento, en la actualidad también contiene el Musée des Hospices Civils de Lyon, que traza la historia de los hospitales de Lyon. Se construyeron muchos hôtels particuliers en los alrededores de la place Bellecour. El Hôtel du Gouverneur, construido en 1730, contiene en la actualidad el Musée des Tissus (Museo del Tejido) y el Hôtel de Lacroix Laval, diseñado por Soufflot, es en la actualidad el Museo de Artes Decorativas. En 1855, durante el Segundo Imperio, Claude-Marius Vaïsse, prefecto del departamento del Ródano, creó la Rue de la République y la rue Edouard Herriot como parte de una serie de ambiciosos proyectos de construcción. La Bolsa, construida en 1860, es un ejemplo del estilo de Napoleón III y se sitúa en el centro del distrito bancario. En el siglo XIX, se construyeron dos teatros: el Teatro Célestins y el Gran Teatro, el último de los cuales es en la actualidad la ópera, reconstruida en 1993 por Jean Nouvel. Son dos de los centros culturales más importantes de la ciudad.

## Galería de imágenes
|                                                |
| Place Bellecour: estatua ecuestre de Luis XIV. |

|                                                 |
| El Palais de la Bourse en el barrio Cordeliers. |

|                           |
| La Iglesia de San Nizier. |

|                |
| El Hôtel-Dieu. |

|                           |
| El Théâtre des Célestins. |

|                    |
| El Hôtel de Ville. |

|                                          |
| La fuente Bartholdi, Place des Terreaux. |

|                                                         |
| El Museo de Bellas Artes de Lyon (Palais Saint-Pierre). |